# Štefan Osuský
Štefan Osuský, né le 31 mars 1889 à Brezová (en Autriche-Hongrie, dans l'actuelle Slovaquie) et mort le 27 septembre 1973 à Herndon (en Virginie, aux États-Unis), est un homme politique et diplomate slovaque. Il a notamment été ministre plénipotentiaire de Tchécoslovaquie à Paris de 1921 à 1940.

## Biographie
Štefan Osuský commence sa scolarité au lycée évangélique de Presbourg (sk) (la future Bratislava), mais il en est exclu sur décision des autorités hongroises pour avoir manifesté son patriotisme slovaque.

« Au printemps de 1905, le ministre de l'éducation, le comte Apponyi, est venu au lycée pour une inspection. Il est venu dans notre classe pendant le cours de latin. Le latin était ma matière préférée et j'étais très bon. Après le cours, le comte Apponyi m'a fait venir et m'a demandé en hongrois « Quel est votre nom, jeune homme ? » Je lui ai répondu « Mon nom est Štefan Osuský. » « D'où êtes-vous ? » « De Brezová. » Il m'a répondu : « Brezová, n'est-ce pas ce nid où se développent ces révoltes contre les Hongrois ? Vous, cependant, allez être un bon Hongrois ? ». Il ne m'a pas demandé si je serais un bon citoyen hongrois, mais simplement si je serais un bon Hongrois. Je me suis souvenu des paroles de mon père, de ne pas mêler de politique. J'ai réfléchi un peu à la meilleure réponse. Évidemment, je ne pouvais pas d'accord pour être un bon Hongrois, je ne pouvais tout de même pas me forcer à dire quelque chose comme ça, alors je me suis tu. »

Il doit donc quitter l'Autriche-Hongrie pour poursuivre ses études et part pour les États-Unis où il suit des cours de théologie, de droit et de sciences à Springfield et Chicago. Il obtient un doctorat en droit en 1916, non sans avoir participé auparavant à des expéditions géologiques dans la province canadienne de Saskatchewan. Mais il renonce à participer à un projet de recherche géologique en Alaska, qui l'aurait amené à trois ans d'isolement dans des paysages enneigés à un moment où il suit avec intérêt les événements d'Europe. Il travaille dans un cabinet d'avocat à Chicago, tout en s'engageant en politique. Il crée les journaux Slovenské slovo et Slovenský týždenník. Il est engagé en effet dans diverses associations slovaques ou tchèques comme la Ligue slovaque (sk) dont il devient vice-président et l'association nationale tchèque (České národní sdružení). Il représente la Ligue slovaque en Europe pour mettre en œuvre les Accords de Cleveland (sk) signés entre organisations patriotiques tchèques et slovaques en exil.
À Paris, il commence à coopérer avec le Conseil national tchécoslovaque, dont l'objectif était la dissolution de l'Autriche-Hongrie et la création d'un nouvel État commun pour les Tchèques et les Slovaques. Entre 1917 et 1918 Štefan Osuský travaille comme directeur d'une agence de presse tchécoslovaque à Genève. Du 8 au 10 avril 1918 à Rome, il représente, avec Milan Rastislav Štefánik, les Slovaques au Congrès des nations opprimées de l'empire austro-hongrois. En 1918, il contribue à organiser les légions tchécoslovaques en Italie, établies en dépit des traités internationaux interdisant la création d'unités militaires à partir des soldats ennemis capturés.
Après la création de la Tchécoslovaquie, il travaille dans les services diplomatiques de la nouvelle république. En octobre 1918, il est le représentant diplomatique du pays au Royaume-Uni. En tant que secrétaire général de la délégation tchécoslovaque en 1919-1920, il participe à la Conférence de paix de Paris. Le 4 juin 1920 il signe en tant qu'envoyé extraordinaire et plénipotentiaire de la Tchécoslovaquie le Traité du Trianon avec la Hongrie. Il a rappelé plus tard : « Je n'oublierai jamais une chose : Quand je signais de mon nom ce 4 juin 1920 à 4 heures et quart le traité du Trianon, j'étais pleinement conscient que je signais le compte final entre la nation slovaque et le Royaume de Hongrie, signés par le sang, la souffrance et la pauvreté de ma nation. Et cette conclusion s'inscrivait dans l'éternité.»
Il contribue de façon significative au fonctionnement de la nouvelle Société des Nations. De 1921 et 1932, il prend part à la Commission des réparations, qui concerne non seulement la Tchécoslovaquie, mais aussi la Pologne, la Yougoslavie, la Roumanie et la Grèce. À partir de 1922 il est président de la Commission de surveillance, une fonction qu'il occupe pendant quatorze ans. Il participe également à la Commission de délimitation, chargée de fixer les nouvelles frontières en Europe.
À partir du 6 janvier 1921 Štefan Osuský est ministre plénipotentiaire de Tchécoslovaquie en France, contribuant de manière significative au développement des relations franco-tchécoslovaques, cruciales pour la sécurité internationale de la République tchécoslovaque. Il conserve ce poste jusqu'à la Seconde Guerre mondiale. Il désapprouve les accords de Munich et après la fin de la Tchécoslovaquie en mars 1939, il refuse de fermer l'ambassade et continue à la faire fonctionner et organise la Résistance tchécoslovaque à l'étranger. En accord avec Daladier, il organise une armée tchécoslovaque en France. Il rejoint le 17 novembre 1939 le Conseil national tchécoslovaque (Československý národní výbor) créé à Londres par Edvard Beneš, malgré de nombreuses divergences entre les deux hommes (politique étrangère, notamment les relations avec l'Union soviétique, gestion de la Résistance, avenir des relations tchécoslovaques après la guerre, etc.). Il est néanmoins, à partir d'avril 1940, ministre du gouvernement tchécoslovaque en exil à Londres. En mars 1942, la dégradation des relations entre les deux hommes l'amène à être exclu du gouvernement et il se retire de la vie publique. Il commence alors une carrière universitaire, d'abord à Oxford, puis après la guerre aux États-Unis à l'université Colgate à Hamilton dans l'État de New York.
Après le Coup de Prague en février 1948, il s'engage au sein du Conseil de la Tchécoslovaquie libre (cs). Il écrit de nombreuses publications scientifiques ou dans la presse sur des thèmes politiques et sur les relations internationales. Il accorde une attention particulièrement à l'histoire et à la présence de la politique tchécoslovaque dans les relations internationales. Il meurt à Herndon, non loin de Washington, le 27 septembre 1973.
Il est enterré au cimetière de Oak Hill à Georgetown, Washington. L'épitaphe sur sa tombe est : « Il est comme un arbre planté près d'un courant d'eau, Qui donne son fruit en sa saison, Et dont le feuillage ne se flétrit point : Tout ce qu'il fait lui réussit. ».

### Hommages et décorations
En 1992, il est décoré à titre posthume de l'Ordre de Tomáš Garrigue Masaryk (cs). En 2001, il est décoré à titre posthume de l'ordre de la Double Croix Blanche.
Il avait reçu de son vivant de nombreuses distinctions, dont le Prix Karlík pour services exceptionnels rendus à la Tchécoslovaquie (1934), un doctorat honoris causa de l'Université de Dijon (1936), et les décorations de Bolivie, du Chili, de Grèce, du Luxembourg, de Pologne, de Roumanie et de Yougoslavie.
En 1995, le cinéaste Fedor Bartko réalise pour la télévision slovaque un documentaire sur Štefan Osuský intitulé Spomienka nikdy nesklame (Les souvenirs ne manquent jamais).

### Famille
En 1919, il a épousé la cantatrice du Théâtre national de Prague, Pavla Vachková (cs) (1891-1978). Ils ont eu trois enfants : Filip (1928-1989), Judita et Pavla.

#### Ses publications
Une partie de ses articles ont été signés du nom de plume Argus.
- L'Europe centrale et l'avenir du système collectif, 1936
- Les archives personnelles de Štefan Osuský sont disponibles en ligne aux Online Archive of California (OAC)

#### Sur lui
- Slavomír Michálek, Diplomat Štefan Osuský, Bratislava, 1999.  (ISBN 80-224-0565-5)